# Incidente di Livingston
L'incidente di Livingston, a volte conosciuto come l'incidente a Robert Taylor  o l'incontro di Dechmont Woods è il nome dato all'evento accaduto presso Dechmont Law ("law" significa "collina" in dialetto scozzese) vicino a Livingston (West Lothian), in Scozia nel 1979, in cui la guardia forestale del luogo, Robert "Bob" Taylor, segnalò un incontro con un'astronave extraterrestre.
Esso fu notevole perché fu il primo caso di contatto UFO ad essere investigato dalla Polizia locale scozzese (Lothian and Borders Police). Fino al 2007, esso fu l'unico caso registrato in cui un avvistamento di UFO è stato soggetto ad un'indagine criminale nel Regno Unito.
Il sito dove Bob Taylor disse di aver incontrato l'UFO, divenne, fin dall'inizio, una meta turistica molto popolare tra gli appassionati di ufologia.

## L'incontro
Erano approssimativamente le 10:15 del 9 novembre 1979 quando l'allora sessantunenne Robert Taylor avrebbe incontrato un UFO.
Quel giorno Taylor guidava un pickup; sul sedile accanto c'era il suo cane. Era diretto a controllare la piantumazione per rimboschimento di un'area appena fuori dall'autostrada M8 che collega Edimburgo con Glasgow. Giunto al chilometro voluto, fermò il camioncino in una piazzola sul ciglio dell'autostrada e s'incamminò a piedi verso il posto che doveva ispezionare, con al suo fianco il cane. Dopo circa 500 metri, come ebbe superata una curva del sentiero che stava percorrendo, vide sospeso sulla radura di fronte a lui un UFO.
L'oggetto era largo 6 metri (20 piedi) e alto 4, di forma circolare ma circondato da una "visiera" come quella di un cappello. Intorno al "cappello", c'erano quelli che sembravano essere dei propulsori silenziosi.
Più tardi Bob disse che il suo colore naturale fosse grigio chiaro, e che la sua superficie non fosse lucida e riflettente, bensì piuttosto ruvida come la carta vetrata e che la navicella stesse mimetizzandosi dietro "un alone di fumo solido" .
Appena dopo aver avvistato l'oggetto, due piccole sfere irte di punte, simili a Mine, si distaccarono insieme da sotto l'UFO e cominciarono a rotolare lungo il terreno, protendendo le punte verso l'uomo. Erano larghe poco meno di un metro, e anch'esse di colore grigio chiaro, come il corpo della navicella. Quando furono vicine a lui, le sfere, una per parte, si attaccarono alle gambe appena sotto le tasche dei suoi pantaloni e Taylor si sentì trascinare verso l'oggetto. Un odore acre lo avvolse, "come di freni bruciati" un po' acido che lo fece tossire, e poi perse i sensi cadendo a terra in avanti.
Quando riprese conoscenza, l'oggetto era sparito. Faceva fatica a reggersi sulle gambe, ma riuscì a trascinarsi al proprio mezzo.
Cercò di chiedere aiuto mediante la radio installata sul pickup, ma si accorse che aveva perso la voce. Si sforzò di riavviare il suo camioncino, ma nella fretta e nella tensione sbagliò manovra finendo in una pozza di fango rimanendo bloccato, e dovette tornare a casa a piedi. Per quattro ore ebbe mal di testa, oltre ad un'insopprimibile arsura alla gola, che durò per due giorni, come se fosse stato "intubato" per un'anestesia.
Come testimone, Taylor è stato ritenuto onesto e responsabile. Egli non ha mai chiesto denaro per interviste e fino alla sua morte avvenuta nel 2007 a 89 anni, ha sempre difeso la sua versione di ciò che vide quella mattina a Dechmont Law.
Una targa (che venne poi rubata) ed una piccola statuetta furono posizionati nel luogo dove si dice avvennero i fatti.

## Indagine e prove
Una volta che Robert Taylor fu giunto a casa, alle 11:30, sua moglie Mary si stupì del suo stato; pensò che fosse stato vittima di un'aggressione e chiamò la polizia. Taylor intervenne e le chiese di contattare Malcolm Drummond, un supervisore della ditta forestale per cui lavorava, la Livingston Development Corporation.
Aspettando l'arrivo di Drummond, a Taylor venne un forte mal di testa e disse che si sentiva come se fosse stato soffocato.
Lo stesso pomeriggio, Drummond e Taylor fecero un sopralluogo nell'area dell'avvistamento e notarono strani segni sul terreno correlati alle punte dei due oggetti sferici, là dove apparentemente avevano schiacciato  l'erba.
Altri dipendenti della Livingston Development Corporation più tardi fecero foto della scena.

## Ipotesi
Il giornalista scientifico Steuart Campbell ha ipotizzato che Taylor abbia male interpretato un miraggio del pianeta Venere, che gli avrebbe procurato una crisi epilettica, ma la spiegazione è stata contestata, in quanto il forestale non ha mai sofferto di epilessia. Campbell ha successivamente avanzato un'altra ipotesi, secondo cui la vicenda si potrebbe spiegare con un particolare tipo di fulmine globulare, di aspetto opaco e di colore scuro, ma ciò non spiega come mai il cane non abbia subito ferite. Secondo Duncan Lunan, astronomo scozzese e indagatore di fatti misteriosi, Taylor avrebbe assistito ad un'operazione militare di recupero di un aereo senza pilota effettuata mediante un robot artificiere; ciò però non spiegherebbe le reazioni fisiche del forestale (perdita dei sensi, mal di testa, ecc.). Un altro studioso di misteri, David Slater, ha ipotizzato che Taylor sia stato vittima di un'intossicazione da belladonna che gli avrebbe causato allucinazioni, riportandogli alla memoria, come se fosse stato un fatto reale, un episodio della serie televisiva Doctor Who in cui avviene un fatto simile. I segni sul terreno si potrebbero spiegare come tracce lasciate da animali selvatici.